# Pouyastruc
Pouyastruc é uma comuna francesa na região administrativa de Occitânia, no departamento dos Altos Pirenéus. Estende-se por uma área de 11,6 km². Em 2010 a comuna tinha 674 habitantes (densidade: 58,1 hab./km²).